# Mariene ecoregio Falklandeilanden
De Mariene ecoregio Falklandeilanden (186) (Engels: Malvinas/Falklands marine ecoregion) is een biogeografische regio en ligt in het zuidwesten van de Atlantische Oceaan in de Mariene provincie Magelhaen (48) in het Marien rijk Gematigd Zuid-Amerika. De mariene ecoregio is vastgesteld door het World Wide Fund for Nature en The Nature Conservancy en is vernoemd naar de Falklandeilanden.
In het westen grenst het gebied aan de mariene ecoregio Patagonische Plat (185) en in het zuidwesten aan de mariene ecoregio Kanalen en Fjorden van Zuidelijk Chili (187).

## Geografie
De mariene ecoregio ligt in het zuidwesten van de Atlantische Oceaan rond de Falklandeilanden in het gelijknamige Brits overzeese gebiedsdeel in de Argentijnse Zee.
Door het gebied stroomt de Falklandstroom.

## Biogeografie
Het gebied kent zeeleven dat houdt van gematigde temperaturen.